# Tympanotonos fuscatus
Espèce
Synonymes
- Tympanotonus fuscatus

Tympanotonos fuscatus est une espèce de mollusques gastéropodes.

## Description
Taille : 4,5 cm.

## Répartition et habitat
Milieu marin ; côtes de l'Afrique occidentale.

## Philatélie
Ce coquillage, légendé Tympanotonus fuscatus, figure sur une émission de l'Angola de 1974 (valeur faciale : 3,50 $).